# Білан Ігор Ігорович
Ігор Ігорович Білан (нар. 29 липня 1973, Уличне, Дрогобицький район, Львівська область) — український футболіст, воротар. Нині тренер.
Виступав за клуби першої та другої ліги: «Галичина» (Дрогобич), ФК «Черкаси», «Закарпаття» (Ужгород), МФК «Миколаїв», «Спартак» (Івано-Франківськ), «Ігросервіс» (Сімферополь), ФК «Львів» і «Арсенал» (Біла Церква).

## Кар'єра
Вихованець дрогобицького футболу. Перший тренер — Ярослав Іванович Монастирський.
У 1992 — 1997 роках грав у «Галичині» (Дрогобич), що була середняком другої ліги. У 1997 — 2001 роках грав за ФК «Черкаси» у першій лізі, у сезоні 2001/02 виступав за цю команду в другій лізі.
Захищав ворота першолігових колективів «Закарпаття» (Ужгород), МФК «Миколаїв», «Спартак» (Івано-Франківськ), «Ігросервіс» (Сімферополь), ФК «Львів» і друголігового «Арсенала» (Біла Церква).
З 2013 по 2018 рік працював тренером воротарів у дніпродзержинській «Сталі». Потім займав аналогічні посади в клубах: «Калуш» та «Нива» (Тернопіль).
З жовтня 2020 по квітень 2021 року — головний тренер тернопільської «Ниви». Впродовж 2022—2023 років входив до тренерського штабу команди «ЛНЗ», а з січня 2024 року і до завершення 2023/24 сезону працював тренером воротарів в клубі «Буковина».

### Як гравця

#### Досягнення
- Бронзовий призер Першої ліги України: 1999/00

#### Статистика
| Турніри            | Матчі |
| ------------------ | ----- |
| Перша ліга України | 187   |
| Кубок України      | 24    |
| Друга ліга України | 116   |
| Всього за кар'єру  | 327   |